# Cyclosorus tottus
Cyclosorus tottus là một loài dương xỉ trong họ Thelypteridaceae. Loài này được Thunb. Pic. Serm. mô tả khoa học đầu tiên năm 1968.